# Азовський морський інститут Одеської морської академії
Азовський морський інститут — вищий навчальний заклад у Маріуполі, підрозділ Національного університету «Одеська морська академія». Заснований 1996 року. Є провідним закладом вищої морської освіти на сході України.

## Історія
У 1996 році Національний університет «Одеська морська академія» створив у Маріуполі свій факультет. Він був переданий до його складу з підпорядкування Одеського державного морського університету. 2001 року його було реорганізовано в Азовський морський інститут Національного університету «Одеська морська академія». Ці юридичні процедури передачі факультету та його реорганізації відбулися за сприяння Тимофія Кравцова — доктора технічних наук, професора, академіка Транспортної академії України, Заслуженого діяча науки і техніки України.

## Факультети та спеціальності
- Навігація і управління морськими суднами
- Управління судновими технічними системами і комплексами
- Менеджмент в галузі морського та річкового транспорту[2]